# Takeshi Yasutoko
Takeshi Yasutoko (安床 武士, Yasutoko Takeshi), também conhecido como “bala japonesa” (Osaka, 25 de Junho de 1986), é um patinador in line japonês. Em 1995, Takeshi tornou-se o mais jovem patinador vertical profissional da história ao se tornar profissional aos nove anos de idade e, aos 11 anos, tornou-se o atleta mais jovem a competir nos X Games. Ele foi o primeiro patinador masculino a ganhar três medalhas de ouro nos X Games e foi classificado como o melhor patinador vertical de 2003 pela Aggressive Skaters Association (ASA).
Seu irmão é o patinador vertical profissional Eito Yasutoko..

## Carreira como skatista
Takeshi Yasutoko nasce em uma família de patinadores, pois seus dois pais já são profissionais, e seu irmão mais velho, Eito, torna-se um aos 11 anos. Ele calça seus primeiros patins aos 3 anos e começa no inline (patinação em rampas, ou vert) aos 6 anos. Torna-se profissional aos 9 anos. No mesmo ano, participa do ASA Pro Tour. Ele também foi o participante mais jovem dos X Games, competindo em 1998, com apenas 11 anos.
Takeshi e seu irmão Eito conquistaram desde então vários títulos em eventos como os Asian X Games, o ASA Pro Tour, os campeonatos mundiais e os X Games originais (ver Palmarés).

## Estilo
Takeshi é conhecido por ser um dos skatistas mais técnicos do mundo. Ele executa com facilidade as manobras mais difíceis (Alley Oop Topside Acid ou Backslide to Alley Oop Topside Soul) e utiliza combinações complexas.  
Ele também cria manobras originais. A ele são atribuídas a 1080 Mac Twist e a 900 Flat Spin. Sua assinatura é o Viking Flip, e ele recentemente conseguiu realizar o Double Viking Flip.  
Além disso, é um dos patinadores que atingem as maiores altitudes no mundo: ele facilmente se eleva a mais de 8 metros acima do solo. Ele vence regularmente competições de Big Air (onde o salto e a altura são os principais critérios).

## Outras atividades
Assim como seu irmão Eito, ele pretende assumir o negócio de seu pai, Yuki, chamado Goodskates, e treinar as novas gerações.

## Títulos
- 2010 Asian X Games, Shanghai, China - Vert: Medalhista de Ouro
- 2008 Asian X Games, Shanghai - Vert: 1o
- 2007 LG Action Sports World Championships, Dallas, TX - Vert: Medalhista de Ouro
- 2007 Action Sports World Tour, San Diego, CA - Vert: 1o
- 2007 Nokia Fise, Montpellier, France - Vert: 1o
- 2007 Asian X Games, Shanghai - Vert: 1o
- 2006 LG Action Sports World Championships, Dallas, TX - Vert: 1o
- 2006 Action Sports US Vert Championship, San Diego, CA - Vert: 1o
- 2006 LG Action Sports World Tour, Paris, France - Vert: 1o
- 2006 LG Action Sports World Tour, Berlin, Germany - Vert: 3o
- 2006 LG Action Sports World Tour, Birmingham, England - Vert: 2o
- 2006 LG Action Sports World Tour, Amsterdam, Netherlands - Vert: 1o
- 2006 Action Sports World Tour, Richmond, VA - Vert: 1o
- 2006 Asian X Games, Kuala Lumpur, Malaysia - Vert: 2o
- 2005 LG Action Sports World Championship, Manchester, England - Vert: 2o
- 2005 LG Action Sports US Championship, Pomona, CA - Vert: 1o
- 2005 LG Action Sports Tour, Moscow, Russia - Vert: 10o
- 2005 LG Action Sports Tour, Munich, Germany - Vert: 1o
- 2005 Mobile Skatepark Series, Cincinnati, OH: 1o
- 2004 Pro Tour Year-End Ranking (Vert): 1o
- 2004 LG Action Sports Asian Tour, Shanghai & Seoul: 1st, Beijing, China: 2o
- 2004 LG Action Sports Championships - World Championships - Vert: 10
- 2004 X Games - Vert: Medalhista de Ouro
- 2004 Asian X Games - Vert: Medalhista de Ouro
- 2003 Pro Tour Year-End Ranking (Vert): 3o
- 2003 X Games - Vert: Medalhista de Prata
- 2002 Pro Tour Year-End Ranking (Vert): 1o
- 2002 X Games - Vert: Medalhista de Ouro
- 2001 ASA World Championships - Vert: Medalhista de Prata
- 2001 Gravity Games - Vert: Medalhista de Prata
- 2001 X Games - Vert: Medalhista de Prata
- 2000 Pro Tour Year-End Ranking (Vert): 2o